# Первая Мессенская война
Первая мессенская война (около 743—724 до н. э. или 740—720 до н. э.) — война, которую вела Спарта с целью захвата Мессении, обширной области на юго-западе Пелопоннеса, и порабощения её жителей.

## Предыстория
В конце XIII века до н. э. на полуостров Пелопоннес вторглись дорийцы и другие греческие племена из северо-западной Греции. Захватчики разрушили микенскую культуру и заняли наиболее плодородные земли. Местное население, которое в основном было представлено также греческими ахейскими племенами, частично покинуло свои земли, основав колонии, частично было порабощено или поставлено в зависимое положение. Дорийцы поселились в трёх районах Пелопоннеса: Арголиде (на северо-востоке), Лаконике (на юго-востоке) и Мессении (на юго-западе). Согласно легенде, переселение возглавили потомки Геракла — Гераклиды, и идеологически оно представлялось как восстановление законной власти богов (возвращение Гераклидов). Три названные выше области были поделены между тремя царями, потомками Геракла. Вскоре последовал ряд войн за полный захват и подчинение окружающих городов и территорий. При этом спартанцы проводили наиболее жёсткую политику в отношении коренных жителей. Часть из них, владевшая лучшими землями, была обращена в илотов (лично зависимые крестьяне, привязанные к земле и обязанные отдавать часть урожая). Остальные, обитавшие в отдалённых районах — периеки, имели собственную автономию, но в вопросах внешней политики подчинялись Спарте. Правящий класс спартиатов придерживался убеждения, что единственным достойным занятием для мужчины является война. Поэтому после полного покорения Лаконики они перешли к агрессии в отношении соседей, и одной из первых пострадала Мессения.
События войны подробно описаны Павсанием, однако историческая достоверность его рассказов в некоторых случаях сомнительна. Во-первых, он писал спустя почти тысячу лет после войны, во-вторых, пользовался не дошедшими до нас сочинениями и некоторыми местными преданиями. Тем не менее, события в целом изложены весьма правдоподобно и не противоречат другим, более беглым, свидетельствам. Павсаний рассказывает, что непосредственным поводом для войны послужил конфликт между мессенцем Полихаром и спартиатом Эвафном. Эвафн украл коров Полихара, а затем убил его сына. Полихар в Спарте не добился правосудия, тогда он начал террор против спартанцев, тайно убивая их. Спарта потребовала выдачи Полихара. Вопрос решался на собрании граждан. В это время власть в Мессении принадлежала братьям Андроклу и Антиоху. Мнения жителей разделились, и дело дошло до открытого столкновения. Сторонники Антиоха, выступавшие против выдачи, убили Андрокла, который считал нужным подчиниться Спарте. В итоге мессенцы не выдали Полихара и предложили передать дело в нейтральный суд. Спарта не дала никакого ответа. В это время в Мессении умер царь Антиох, власть перешла к его сыну Эвфаю.

## Начало войны. Захват Амфеи
Спартанцы втайне принесли клятву вести войну с Мессенией до полного её захвата. Они поставили во главе войска Алкамена, сына Телекла из рода Агидов. Боевые действия начались с коварного ночного захвата пограничного городка Амфеи, который занимал выгодное положение. Городские ворота были открыты и спартанцы легко овладели городом, перебив спящих жителей в домах и на улицах. После этого в столице Мессении Стениклере было общее собрание, на котором Эвфай призвал народ к оружию. Какое-то время после этого активных действий не было, спартанцы ограничивались небольшими вылазками из захваченной Амфеи. На протяжении всей войны этот город оставался основной базой спартиатов.

## Сражение у оврага
На четвёртый год Эвфай решил открыто выступить против спартиатов. Навстречу войску мессенцев выступило спартанское. Они встретились в местности, разделённой оврагом. Действия тяжеловооружённой пехоты, составлявшей центр, были ограничены из-за оврага. Центром мессенской армии командовал Клеонис. Конницей и легковооружённой пехотой, которая действовала на флангах, командовал Пифарат и Антандр. В течение дня центр войск бездействовал, а стычки на флангах были малорезультативными. Ночью мессенцы укрепили центр частоколом, поэтому спартанцы не решились атаковать и отступили в Лаконику. Противники не стали их преследовать.
Через год Спарта опять выступила всей армией в поход. Войско вели оба царя — Феопомп из рода Эврипонтидов, сын Никандра, и Полидор из рода Агидов, сын Алкамена. В качестве наёмников они привлекли лучников с Крита. Мессенцы также вышли навстречу всей армией. Произошло ожесточённое сражение, в котором участвовали в основном гоплиты, большое личное мужество проявили цари Феопомп и Эвфай. Битва не принесла кому-либо победы. На второй день было объявлено перемирие для погребения убитых.

## Оборона Итомы
В целом положение мессенцев становилось всё хуже. Они были измотаны войной, которая уже несколько лет шла на их территории, ресурсы их истощались. Кроме того, войска постигла какая-то эпидемия. В результате мессенцы решили, что защищать всю страну слишком тяжело, и, покинув свои города, собрались на горе Итоме. Мессенцы послали посла в Дельфы, который принёс пророчество, требующее принести в жертву подземным богам девушку. Возник спор, кого выбрать, и знатный мессенец Аристодем убил свою дочь. Не все воины были уверены, можно ли это считать жертвоприношением, если оно произошло не по обряду. Но никто не хотел новых смертей, поэтому мессенцы решили, что требование оракула выполнено. Спартанцы, зная о страшной жертве, опасались нападать, но через пять лет пророчества оказались в их пользу и они решили продолжить войну. В этот момент у мессенцев уже появились союзники — аркадяне, склонялись к союзу и многие аргосцы. Это объяснялось угрозой, которую видели для себя соседи Спарты. Однако союзники не успели к сражению, битва опять закончилась без решающего результата. В этом сражении был убит мессенский царь Эвфай, новым царём жители выбрали Аристодема. После этого война продолжилась в виде взаимных мелких вылазок, захвата скота и урожая. На пятом году царствования Аристодема обе стороны, устав от партизанской войны, договорились о решающей битве. В сражении участвовали союзники сторон: в поддержку Мессении выступила вся армия аркадян, аргосцы и сикионцы прислали отборные отряды, Спарту же поддержал Коринф. В ходе сражения стоящие в центре фаланги стойко противостояли друг другу, но дело решила лёгкая пехота мессенцев, нападавшая с флангов. В итоге спартанская армия потерпела поражение.

## Захват Мессении
Победа в открытом сражении не изменила хода войны. Партизанские действия продолжались, всё более изматывая мессенцев, в стране начался голод. Процарствовав шесть лет, Аристодем убил себя на могиле дочери. На общем собрании мессенцев царь не был выбран, но был назначен командующим Дамис. Мессенцы продержались ещё пять месяцев, после чего некоторые покинули Мессению, другие разбрелись с Итомы по своим городкам. Спартанцы вторглись вглубь страны и взяли все мессенские города поодиночке. После завоевания Мессении её жители были обращены в илотов и вынуждены дать присягу победителю. Некоторую автономию сохранили приморские города. Борьба возобновилась через несколько десятилетий в 685 году до н. э., результатом чего стала Вторая Мессенская война.